# Parc de Cervantes
El Parc de Cervantes està situat al barri de Pedralbes de Barcelona, on abans es trobava el torrent d'Estela, que baixava des del cim de Sant Pere Màrtir.

## Història
Dissenyat per Lluís Riudor i Carol, director llavors del Servei Municipal de Parcs i Jardins de Barcelona, fou inaugurat el 1965 i està dedicat a l'escriptor Miguel de Cervantes. Va ser remodelat del 1999 al 2003 per l'arquitecta i paisatgista Bet Figueras.

## Descripció
Té 9,15 hectàrees i està edicat a les roses, amb un conjunt d'uns 11.000 roserars d'unes 245 varietats distintes.
Pel clima mediterrani de Barcelona, els roserars estan en floració pràcticament des d'abril fins a novembre, tot i que entre maig i juny assoleixen el zenit de la seva floració, que atorga a aquest parc una singular bellesa. Cada any se celebra en aquest parc un concurs de roses noves, que són batejades amb diversos noms pels seus creadors. A més dels roserars, hi ha diverses zones de gespa i petites arbrades, així com una zona de jocs infantils, taules de ping-pong i zona de pícnic. També hi ha diverses pèrgoles que generen zones d'ombra, així com diverses escultures.
Un dels rosers d'aquest parc, concretament una rosa de bambú (Rosa multiflora watsoniana), està titulat Solidaritat amb el Japó, en record de les víctimes del tsunami ocorregut l'11 de març de 2011 en aquest país asiàtic. El roser va ser plantat per l'alcalde Jordi Hereu, l'11 d'abril del 2011 (un mes després del terratrèmol), acompanyat del cònsol general del Japó a Barcelona, Hideiro Tsubaki. Al costat del roser es va col·locar un cartell amb la inscripció «Rosa multiflora watsoniana. Rosa bambú (nom popular al Japó). Originària del Japó. En record de les víctimes i totes les persones afectades per la tragèdia causada pel terratrèmol i posterior tsunami al Japó l'11 de març de 2011».

### Vegetació
La vegetació és essencialment mediterrània, i a més de rosers (Rosa gàl·lica, Rosa X centiflora, Rosa X alba, Rosa moschata, Rosa rugosa, Rosa pimpinelifolia, Rosa chinensis, etc.) es poden apreciar varietats com: el Baladre (Nerium oleander), l'om de Sibèria (Ulmus pumila), la tipuana (Tijuana tipu), el til·ler (Tilia europaea), l'acàcia borda (Robinia pseudoacacia), l'acàcia taperera (Albizia julibrissin), l'alzina (Quercus ilex), el pi pinyer (Pinus pinea), el pi blanc (Pinus halepensis), el cedre de l'Himàlaia (Cedrus deodara), el Xiprer (Cupressus sempervirens), el Xiprer d'Arizona (Cupressus glabra 'Glauca'), l'Olivera (Olea europaea), el Fals pebrer (Schinus molle), l'arbre del paradís (Melia azederach), el castanyer bord (Aesculus hippocastanum), l'arbre del corall (Erythrina crista-galli), el cirerer del Japó (Prunus serrulata), la perera (Pyrus communis), el Caqui (Diospyros kaki), la pomera (Pyrus malus), el codonyer (Cydonia oblonga), el mirabolà (Prunus cerasifera), el ginjoler (Ziziphus jujuba), la palmera datilera (Phoenix dactylifera), les potes de vaca (Bauhinia grandiflora), el teix (Taxus baccata), la bellaombra (Phytolacca dioica), etc.

## Art públic

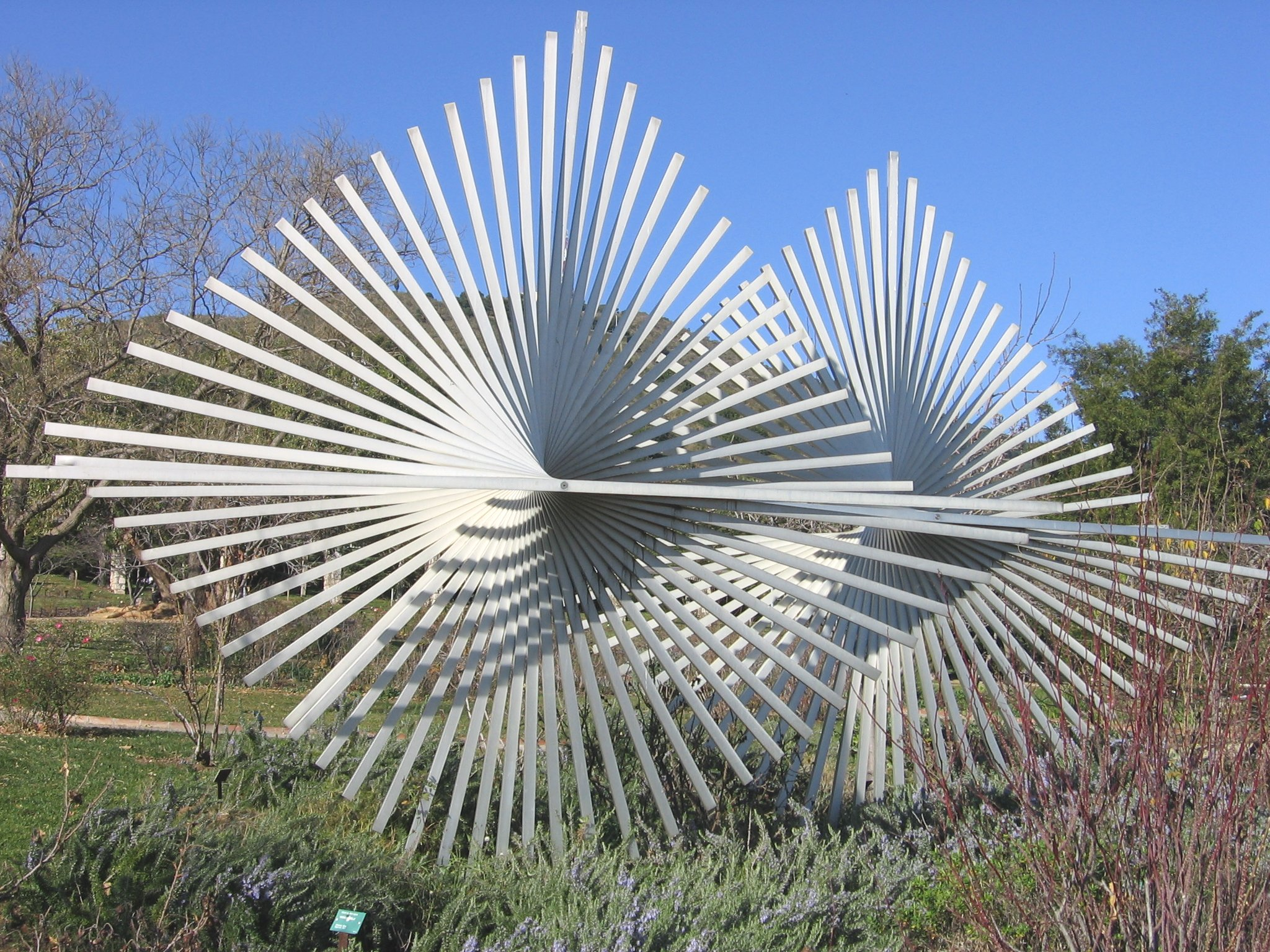
Rombes bessons d'Andreu Alfaro

- Rombes bessons: escultura d'Andreu Alfaro realitzada el 1977, confeccionada en alumini anoditzat, amb unes dimensions de 4,50 x 6,23 x 3,49 m. Es tracta de dos rombes bessons, formats per diverses barres compostes per línies formades per generatrius, a l'estil del constructivisme de les primeres avantguardes.
- Serenitat: escultura d'Eulàlia Fàbregas de Sentmenat, obra en marbre blanc de 1964, d'1,53 x 0,82 x 1,02 m. Col·locada en ocasió de la «Commemoració dels 25 anys de pau franquista», se la coneix també com Dona agenollada o la Xata (per un cop al nas). Es tracta d'un nu, de tradició noucentista i inspiració mediterrània.
- Adam: escultura de Jacinto Bustos Vasallo, realitzada en pedra artificial i placa de llautó el 1968, i col·locada al parc el 1993 (el 2005 va ser traslladada a un espai més aïllat, per evitar vandalismes), amb unes dimensions de 0,96 x 1,65 x 0,77 m. Es tracta d'un nu masculí, en posició reclinada, d'estil clàssic, amb volums sòlids i línies fluides.
- Barcelona a Cervantes: placa commemorativa dissenyada per Carme Hosta, executada en pedra de Montjuïc amb unes dimensions d'1,10 x 0,75 m. Va ser col·locada el 2005, com a homenatge de la ciutat a l'escriptor d'Alcalá d'Henares, en el quart centenari de l'edició del Quixot.
- A Concha Espina: placa commemorativa de l'escultor Juan Díaz de la Campa, realitzada el 1969 en pedra amb relleus de bronze, d'1,88 x 1,20 x 0,89 m. Va ser una donació de la Penya Bolística Cántabra per a honrar a aquesta escriptora de la seva comunitat.
- Ángel Ganivet: placa commemorativa realitzada per Jaume Monràs el 1965, obra confeccionada en pedra d'1,28 x 0,64 x 0,18 m. Es tracta d'un monòlit en honor de l'escriptor i diplomàtic Ángel Ganivet, promogut per l'Institut d'Estudis del Sud d'Espanya.

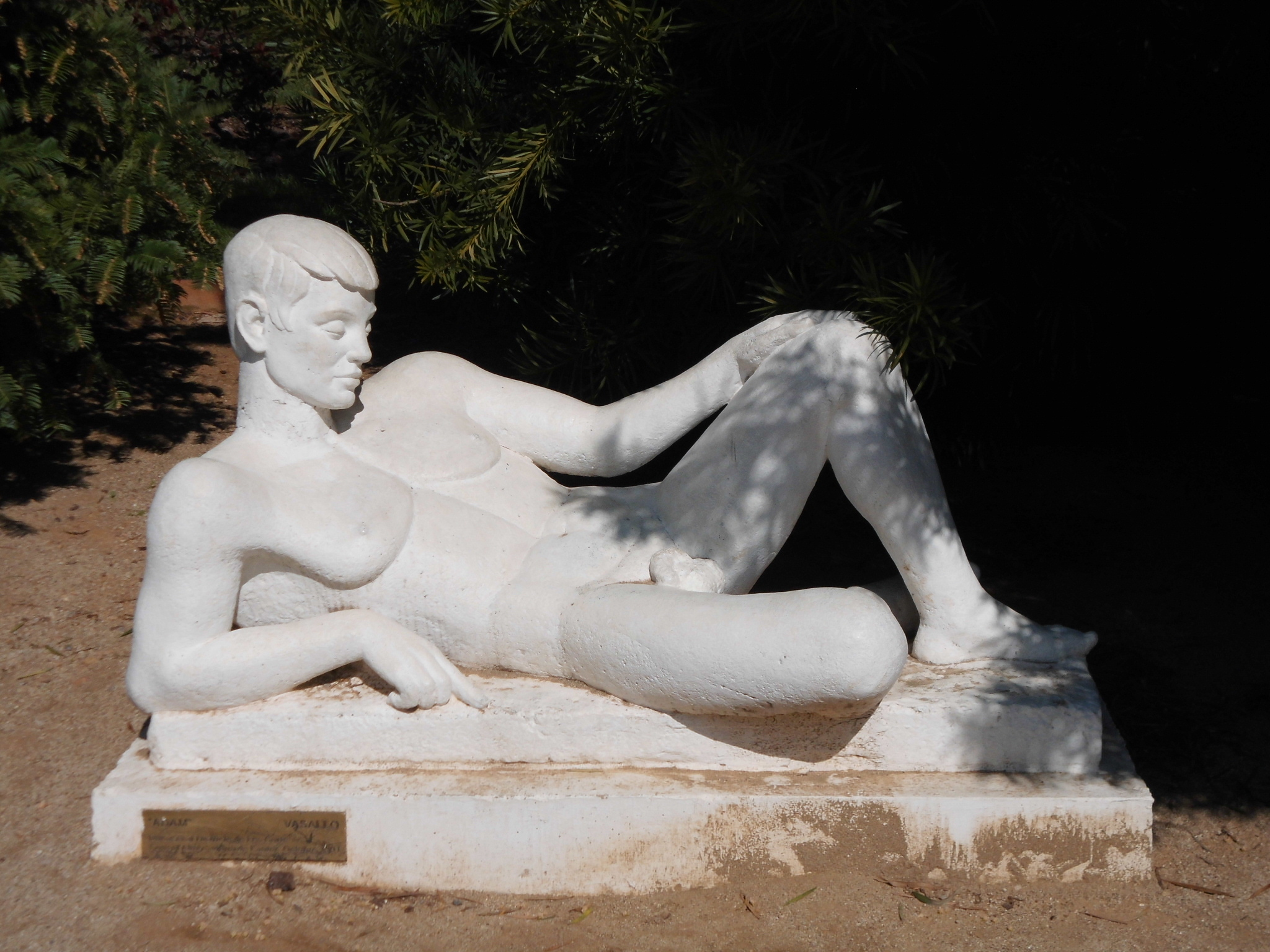
Adam, de Jacinto Bustos Vasallo.
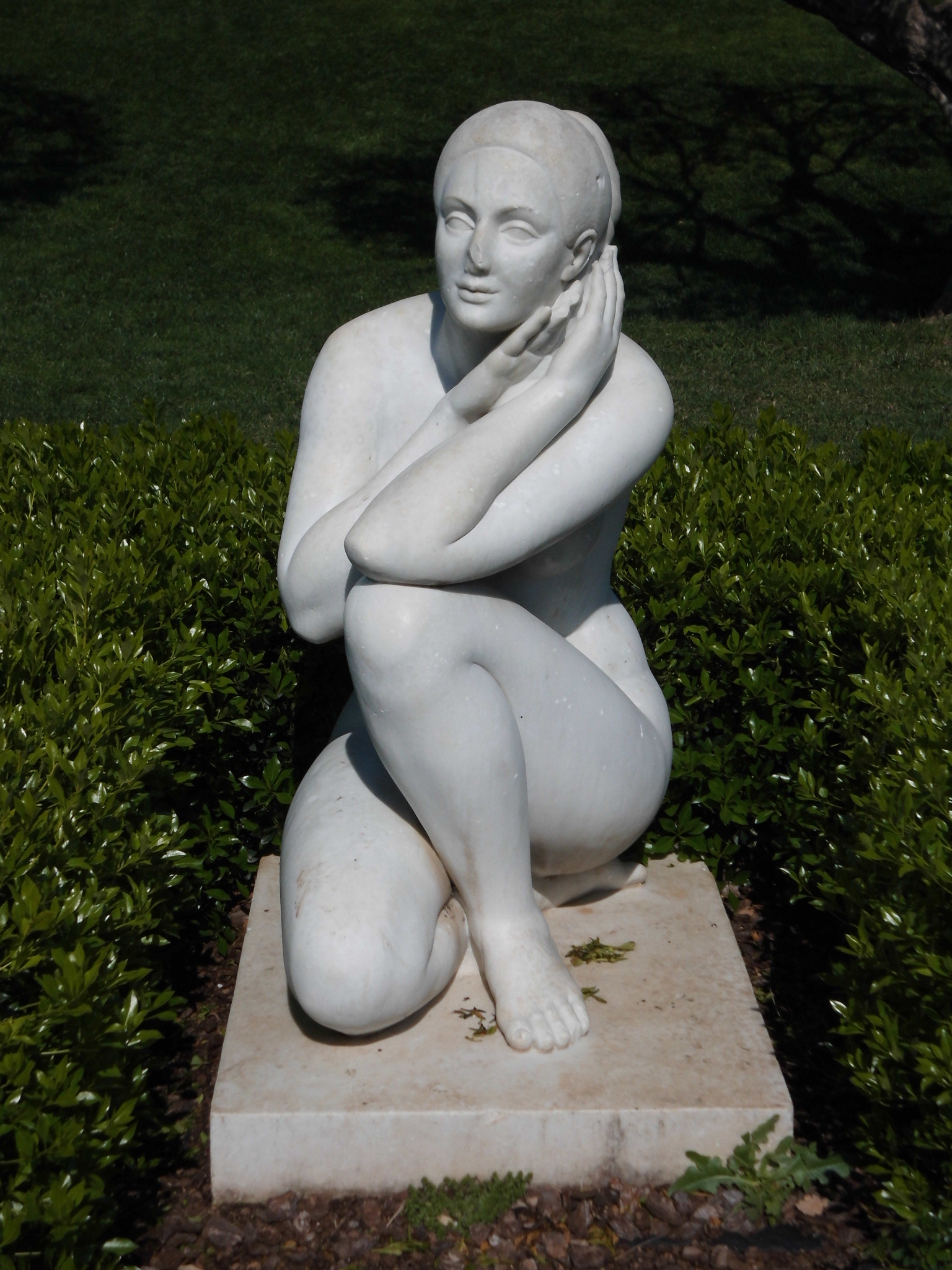
Serenitat, d'Eulàlia Fàbregas de Sentmenat.
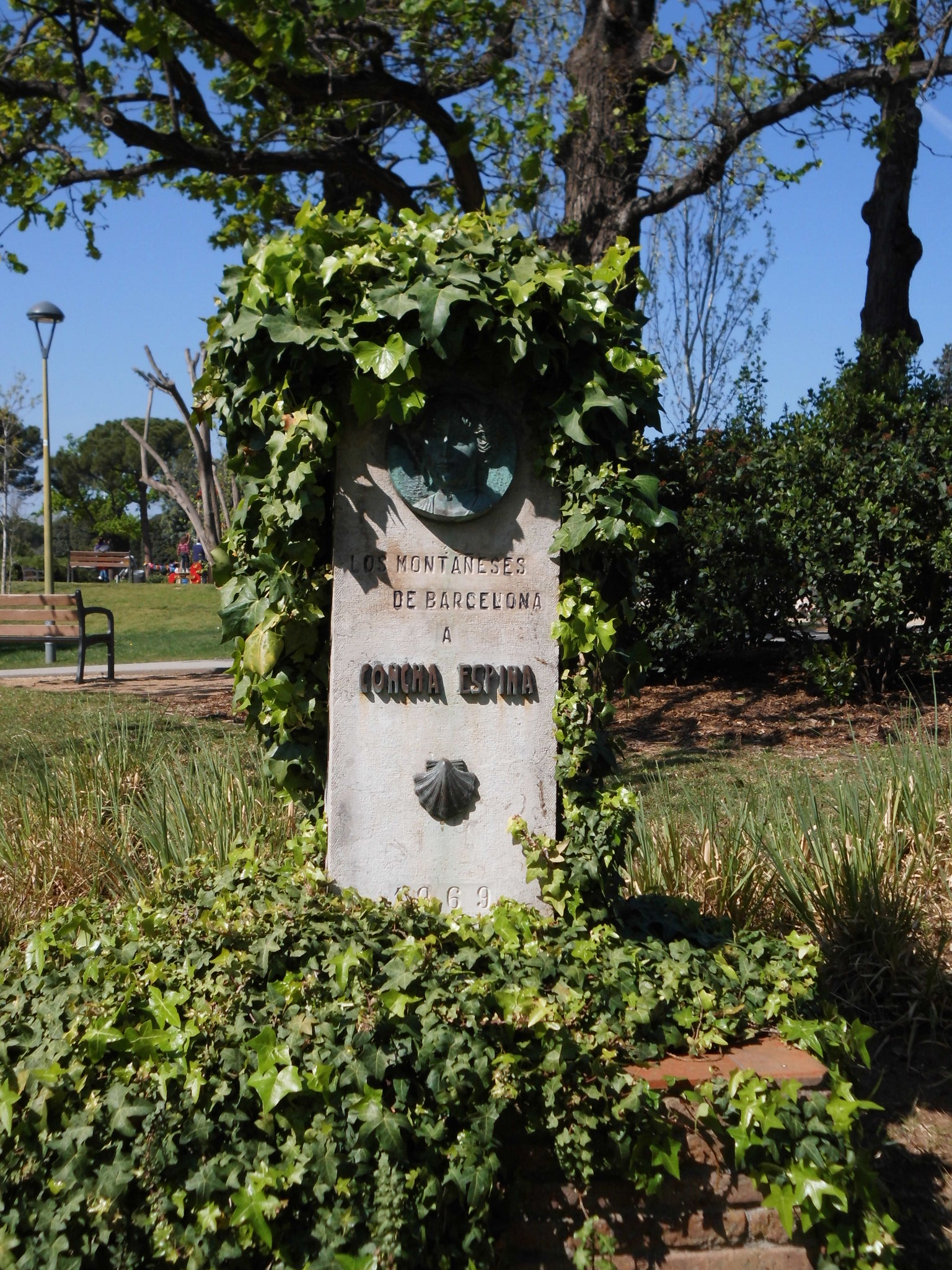
A Concha Espina, de Juan Díaz de la Campa.
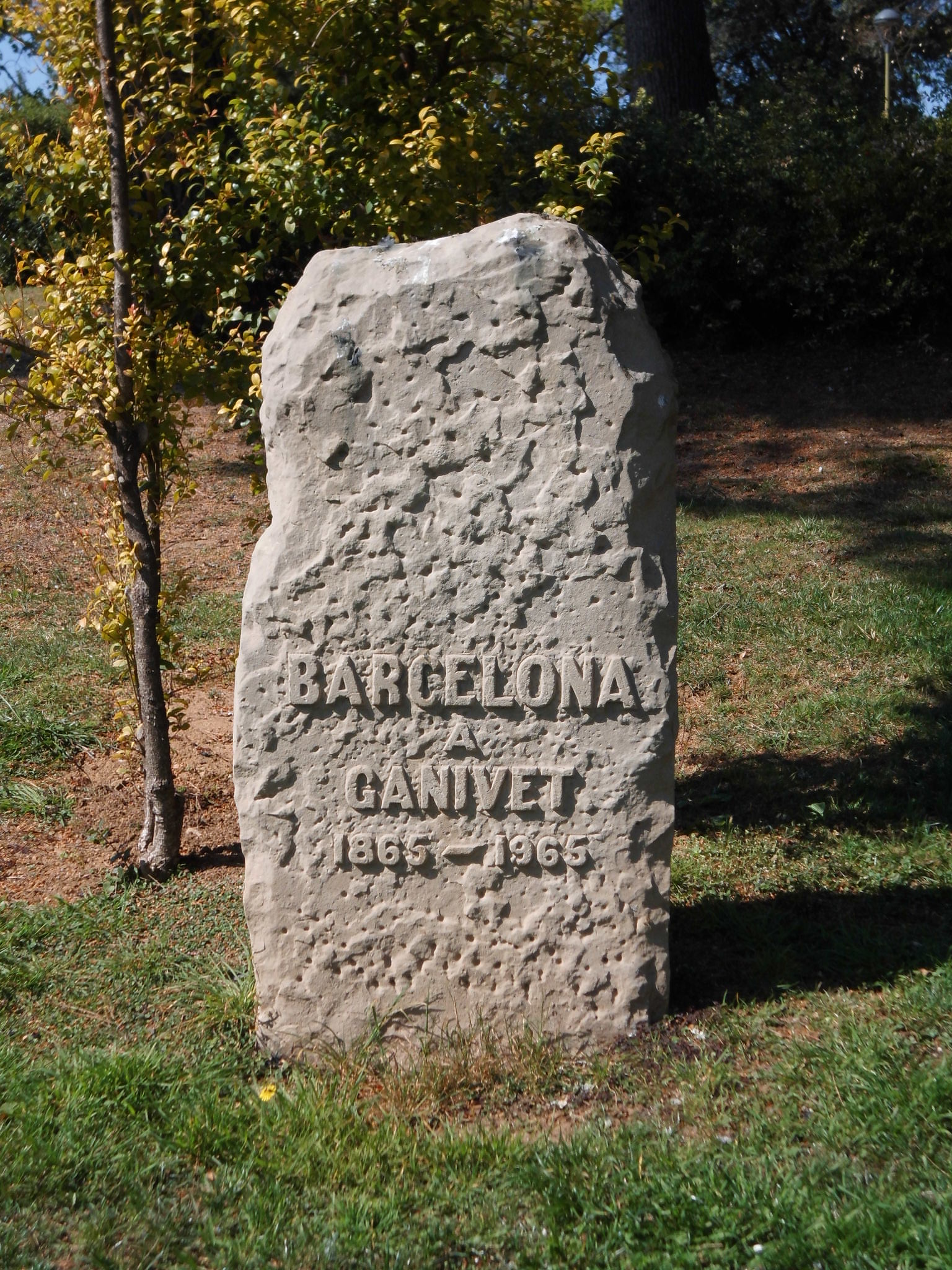
A Ángel Ganivet, de Jaume Monràs.